# 幸町 (江別市)
幸町（さいわいちょう）とは、北海道江別市の町丁。郵便番号は069-0812。人口は1,377人、世帯数は800世帯（2023年12月1日現在）。丁目の設定のない単独町名である。住居表示は全域で未実施。

## 地理
幸町は函館本線の北西に位置し、町内を国道12号線が横断している。

## 歴史

### 年表
- 1963年（昭和38年）
  - 12月28日 - 「字元野幌」の一部が「幸町」に町名地番変更[5]。

### 町名の変遷
町名の変遷は以下の通りである。
| 実施後 | 実施年月日     | 実施前（各町名ともその一部） |
| ------ | -------------- | ---------------------------- |
| 幸町   | 1963年12月28日 | 字元野幌                     |

## 世帯数と人口
2023年（令和5年）12月1日現在の世帯数と人口は以下の通りである。
| 町丁 | 世帯    | 人口    |
| ---- | ------- | ------- |
| 幸町 | 800世帯 | 1,377人 |
| 計   | 800世帯 | 1,377人 |

### 人口の変遷
国勢調査による人口の推移。
| 1995年（平成7年）  | 1,564人 | [ 6 ]  |  |
| 2000年（平成12年） | 1,475人 | [ 7 ]  |  |
| 2005年（平成17年） | 1,456人 | [ 8 ]  |  |
| 2010年（平成22年） | 1,435人 | [ 9 ]  |  |
| 2015年（平成27年） | 1,369人 | [ 10 ] |  |
| 2020年（令和2年）  | 1,404人 | [ 11 ] |  |

### 世帯数の変遷
国勢調査による世帯数の推移。
| 1995年（平成7年）  | 634世帯 | [ 6 ]  |  |
| 2000年（平成12年） | 636世帯 | [ 7 ]  |  |
| 2005年（平成17年） | 657世帯 | [ 8 ]  |  |
| 2010年（平成22年） | 671世帯 | [ 9 ]  |  |
| 2015年（平成27年） | 669世帯 | [ 10 ] |  |
| 2020年（令和2年）  | 695世帯 | [ 11 ] |  |

## 小・中学校の通学区
小・中学校の通学区は以下の通り。
| 町丁 | 字・番地 | 小学校     | 中学校     |
| ---- | -------- | ---------- | ---------- |
| 幸町 | 全域     | 中央小学校 | 中央中学校 |

## 施設

### 公園
- こまどり公園（幸町6）[13]
- ほほじろ公園（幸町16）[13]

### 企業・店舗
- イオン江別店（幸町35）[14][15]
  - イオンシネマ江別
  - セリア イオン江別店
  - 珈琲館 イオン江別店
  - 未来屋書店 江別店
  - ハニーズ 江別イオン店
  - サザエ イオン江別店
  - マクドナルド イオン江別店
  - ミスタードーナツ イオン江別ショップ
  - パレットプラザ イオン江別店
  - フィッシュランド 江別店
  - 六花亭 イオン江別店
  - 築地銀だこ イオン江別店

- はま寿司 江別店（幸町34-10）[16]
- ジョリーパスタ 江別店（幸町34-13）[17]
- セイコーマート 江別幸町店（幸町12-17）[18]
- ローソン 江別幸町（幸町3-3）[19]
- 洋服の青山 江別店（幸町10-1）[20]
- マツダ 北海道マツダ販売 江別店（幸町33）[21]
- オートバックス 江別店（幸町15-1）[22]
- 日産 札幌日産 江別西店（幸町3-5）[23]
- ENEOS 江別幸町SS 北海道エネルギー（幸町11-6）[24]
- 焼肉徳寿 野幌店(幸町11-2）[25]

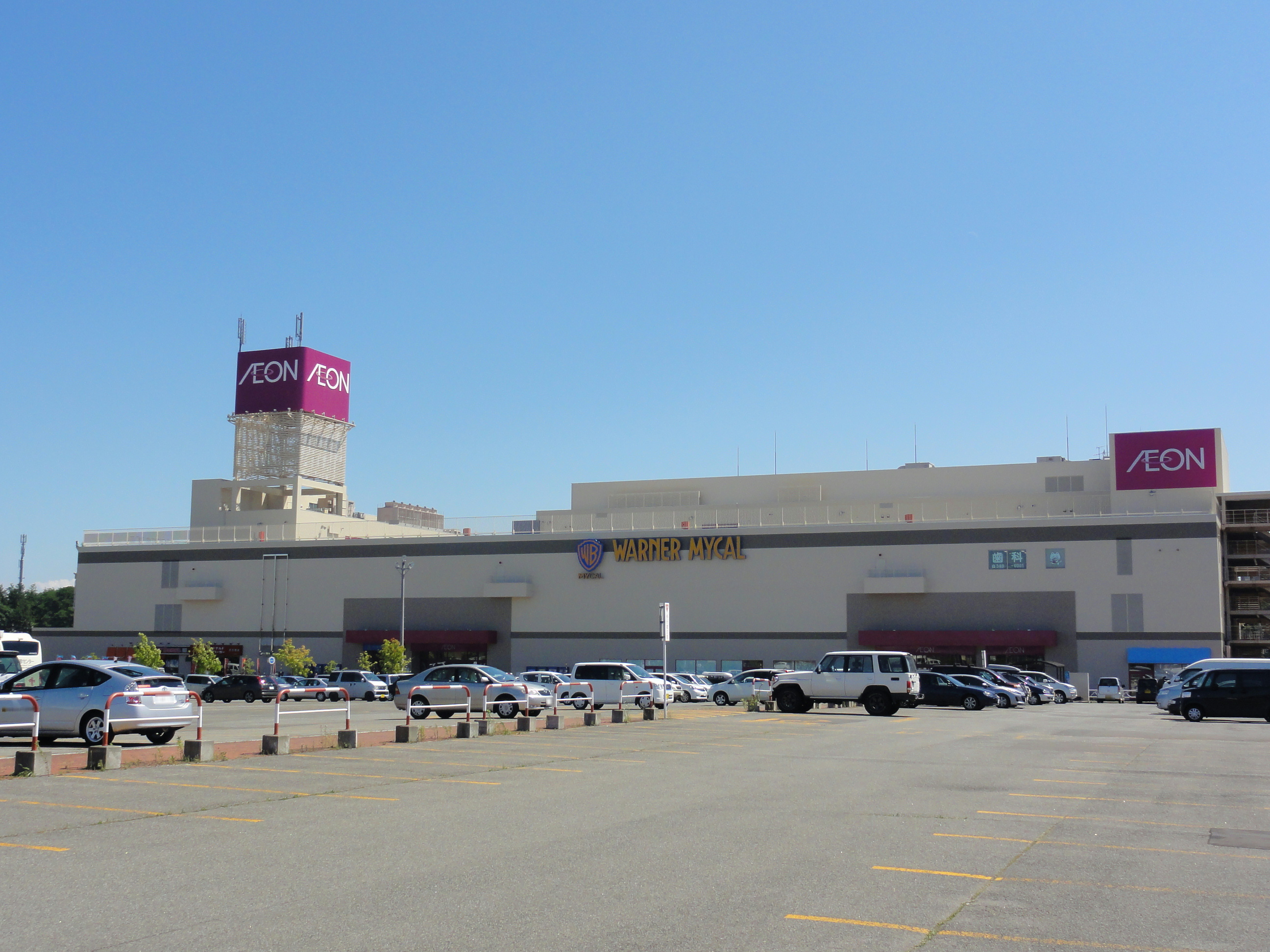
イオン江別店

### 医療・福祉
- 江別谷藤病院（幸町22-1）[26]
- 江別谷藤脳神経クリニック（幸町4-10）[26]
- PADMA Dental Clinic（幸町9-11）[26]
- よこた歯科医院（幸町1-18）[26]
- りんご調剤薬局 江別店（幸町9-2）[26]
- アイン薬局 江別店（幸町22-23）[26]
- 社会福祉法人 北海道友愛福祉会愛保育園（幸町8-9）[27]

## 交通

### 鉄道
- 鉄道駅は町内には存在しない[28]。最寄り駅は函館本線の高砂駅[28]。
  -  北海道旅客鉄道
    - ■函館本線

### バス
- 町内に ジェイアール北海道バス及び北海道中央バスの路線がある[29]。

### 道路
- 一般国道
  -  国道12号線[30]

- 一般道道
  - 北海道道128号札幌北広島環状線[30]

- 都市計画道路
  - 3・4・318 新栄通・道道札幌北広島環状線[30][31]